# Haworthia limifolia
Haworthia limifolia ist eine Pflanzenart der Gattung Haworthia in der Unterfamilie der Affodillgewächse (Asphodeloideae).

## Beschreibung
Haworthia limifolia wächst stammlos, sprosst langsam und kann Ausläufer bilden. Die 12 bis 30 ausgebreiteten, eiförmig-lanzettlichen Laubblätter bilden Rosetten mit einem Durchmesser von 5 bis 7 Zentimeter. Die hell bis sehr dunkelgrüne oder bräunlich grüne, opake Blattspreite ist bis zu 6 Zentimeter lang und 2 Zentimeter breit. Die Blattoberfläche ist rau und mit weißen oder gleichfarbigen Warzen oder zusammenfließenden Querrippen besetzt. Die Blattränder und der Blattkiel sind rau.
Der schlanke Blütenstand erreicht eine Länge von bis zu 35 Zentimeter und besteht aus 15 bis 20 Blüten. Die Spitzen der Perigonblätter sind zurückgerollt.

## Systematik und Verbreitung
Haworthia limifolia ist in Mosambik, Eswatini sowie den südafrikanischen Provinzen Mpumalanga und KwaZulu-Natal verbreitet.
Die Erstbeschreibung durch Rudolf Marloth wurde 1910 veröffentlicht. Es existieren zahlreiche Synonyme.
Es werden folgende Varietäten unterschieden:
- Haworthia limifolia var. limifolia
- Haworthia limifolia var. gigantea M.B.Bayer
- Haworthia limifolia var. ubomboensis (I.Verd.) G.G.Sm.

## Nachweise